# Franz Kreisel
Franz Kreisel, född 6 januari 1890 i Garmisch-Partenkirchen, död 18 november 1960 i Garmisch-Partenkirchen, var en tysk ishockeyspelare. Han var med i det tyska ishockeylandslaget som kom på delad åttondeplats i Olympiska vinterspelen 1928 i Sankt Moritz. Samma år blev han tysk mästare i Berliner SC.